# Михневич, Наталья Валерьевна
Ната́лья Валерьевна Михневич (урожд. Хоронеко; 25 мая 1982, Невинномысск,  Ставропольский край, СССР) — белорусская толкательница ядра. Заслуженный мастер спорта Республики Беларусь (2008).
25 ноября 2016 года через 8 лет после завершения соревнований решением МОК из-за положительной допинг-пробы Наталья Михневич была лишена серебряной медали Олимпийских игр 2008 года.
Супруга Андрея Михневича.

## Достижения
| Год  | Соревнование                                  | Место проведения    | Результат  |
| ---- | --------------------------------------------- | ------------------- | ---------- |
| 2000 | Чемпионат мира среди юниоров                  | Сантьяго, Чили      | 3-е место  |
| 2001 | Чемпионат Европы среди юниоров                | Гроссето, Италия    | 1-е место  |
| 2004 | Летние Олимпийские игры 2004                  | Афины, Греция       | 5-е место  |
| 2005 | Всемирная универсиада                         | Измир, Турция       | 1-е место  |
|      | IAAF World Athletics Final                    | Монте-Карло, Монако | 3-е место  |
| 2006 | Чемпионат мира по лёгкой атлетике в помещении | Москва, Россия      | 1-е место  |
|      | Шестой Кубок Европы по зимним метаниям        | Тель-Авив, Израиль  | 1-е место  |
| 2006 | Чемпионат Европы по лёгкой атлетике           | Гётеборг, Швеция    | 1-е место  |
| 2008 | Летние Олимпийские игры 2008                  | Пекин, Китай        | DSQ        |
| 2009 | Чемпионат мира по лёгкой атлетике             | Берлин, Германия    | 4-е место  |
| 2010 | Чемпионат мира в помещении                    | Доха, Катар         | 3-е место  |
| 2010 | Чемпионат Европы                              | Барселона, Испания  | 2-е место  |
| 2011 | Чемпионат мира по лёгкой атлетике             | Тэгу, Южная Корея   | 11-е место |